# كأس السوبر المصري 2007
كأس السوبر المصري 2007 هو النسخة السابعة من بطولة كأس السوبر المصري، وهي بطولة تقام سنويًا بين بطل الدوري المصري الممتاز وبطل كأس مصر في آخر موسم للبطولتين. انسحب الزمالك وصيف الدوري والكأس عن المشاركة فشارك الإسماعيلي ثالث الدوري بدلًا منه. فاز الأهلي (بطل الدوري) على الإسماعيلي (ثالث الدوري) بنتيجة 1-0، ليحصد الأهلي بذلك لقبه الرابع.

## المباراة
| الأهلي                 | 1–1   | الإسماعيلي   |
| ---------------------- | ----- | ------------ |
| شادي محمد 42' (ر.جزاء) | تقرير | محمد حمص 32' |